# روزا (زاکسن-آنهالت)
روزا (به آلمانی: Rösa) یک منطقهٔ مسکونی در آلمان است که در مولدشتاوزه واقع شده‌است. روزا ۹۱۶ نفر جمعیت دارد.